# 聖宜美拉主教座堂

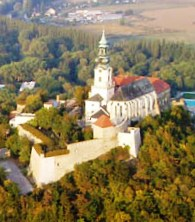
聖宜美拉主教座堂

48°19′07″N 18°05′13″E / 48.31861°N 18.08694°E
聖宜美拉主教座堂是位於斯洛伐克城市尼特拉的一座羅馬天主教的教堂。類似布拉格城堡，聖宜美拉主教座堂整座教堂位於尼特拉城之內。教堂最初為哥特式建築風格。教堂的歷史可以追溯至1333年至1355年期間。 